# Bekan (imię)
Bekan – celtyckie imię będące zdrobnieniem imienia Becc – mały, znaczący tyle co malutki, łac. Becanus. Imieniny obchodzi 5 kwietnia, a patronem imienia jest św. Bekan.